# Karmeličanski samostan Budim
Karmeličanski samostan v Budimu (madžarsko Karmelita ali Karmelita kolostor) je stavba v grajski četrti Budimpešte, glavnega mesta Madžarske, ki služi kot sedež predsednika vlade Madžarske. Prej je bil karmeličanski katoliški samostan in gledališče.
Karmeličanski red je zgradil samostan na parceli, ki je bila med osmansko okupacijo Madžarske zasedena mošeja. Red je dobil zemljo leta 1693 po osvoboditvi Budima leta 1686, samostan je dokončal leta 1736 in ga posvetil leta 1763. V 1780-ih je Klostersturm Jožefa II. prisilil karmeličane v razpustitev, leta 1786 pa je cesarski dekret samostan spremenil v grajsko gledališče  »za počastitev visokih dvornih uradnikov«. Pomembne predstave v cesarskem obdobju so bile Ludwiga van Beethovna in premiera opere Bánk bán skladatelja Ferenca Erkela.
Gledališče, ki je bilo med drugo svetovno vojno močno poškodovano, je državna komunistična vlada leta 1971 prenovila, da bi služilo kot sedež Ljudskega gledališča in po letu 1982 Narodnemu gledališču. Leta 2001 je nacionalni plesni teater postal glavni najemnik stavbe. Madžarska vlada si je leta 2014 prilastila karmeličanski samostan in leta 2016 začela z nadaljnjo obnovo, da bi ga pripravila za uporabo kot urad predsednika vlade. Premier se je v stavbo vselil leta 2019.

## Zgodovina
V srednjem veku je bilo na tem območju frančiškanska cerkev, posvečena sv. Janezu, zgrajena med letoma 1269 in 1270. 
Tu se je bil leta 1301 pokopan madžarski kralj Andrej III. Ogrski. Po mnenju nekaterih zgodovinarjev je tukaj nastala tudi Madžarska slikovna kronika. V stavbi sta živela tudi Janez Kapistran in Pál Tomori.
Potem ko so Osmani leta 1541 osvojili mesto, so uničili samostan in iz njegovega gradbenega materiala zgradili mošejo. Na posestvu je bil zgrajen seraglij paše, guvernerja Budima. Med ponovnim zavzetjem Budima leta 1686 je bila mošeja popolnoma uničena. Zemljišče so leta 1693 dobili karmeličani. Na tem mestu so v letih 1725 in 1736 zgradili karmeličanski samostan v baročnem slogu, ki so mu leta 1734 prizidali cerkev, posvečeno svetemu Jožefu.
Jožef II. je red razpustil leta 1784 in na svojem potovanju v Budim leta 1786 je osebno poskrbel za pretvorbo cerkve v gledališče, da bi se zabavali budimski vladni uradniki. Načrte je izdelal Wolfgang von Kempelen. Del kripte pod svetiščem je bil prezidan v prostor za zakulisje, celice pa so služile kot garderobe. Veliki oltar je postal oder. S trinadstropnim avditorijem in kapaciteto 1200 sedežev je bila premiera 17. oktobra 1787, od koder je bilo gledališče naslednjih nekaj desetletij dom predvsem nemških produkcij. Prvo igro v madžarskem jeziku je na njenem odru premierno uprizorila 25. oktobra 1790 družba Lászla Kelemena. 7. maja 1800 je imel Beethoven tukaj koncert. Stavba je bila leta 1815 prenovljena.
V skladu s paktom z občino Buda je med letoma 1833 in 1837 v gledališču za simbolični najem igrala skupina iz Kasse, med njimi priznani igralci tiste dobe, kot so Déryné, Márton Lendvay ali Gábor Egressy. Postavili so temelje poznejšega Narodnega gledališča, odprtega leta 1837. Do leta 1870 so v stavbi igrale nemške skupine, ko je občina nemške igre prepovedala. Od leta 1871 je bilo gledališče dom Narodnega gledališča, od leta 1885 do 1886 pa je gostilo tudi predstave operne hiše Népszínház in Akademije za dramo.
Po prvi svetovni vojni so gledališče ponovno odprli 21. marca 1918. Načrtovali so, da bo gledališče postalo komorno gledališče Narodnega gledališča, vendar je bilo ugotovljeno, da za to ni primerno. Manjše skupine so v stavbi igrale do leta 1924, ko so jo po propadu galerije za naslednjih pet desetletij zaprli. Med drugo svetovno vojno je bila stavba deležna močnih bombnih udarcev, ki so porušili balkon. Do konca vojne je stavba služila kot vojaško skladišče. Obnova je potekala leta 1947.
Várszínház je bil ponovno odprt 13. februarja 1978 in je bil dom Népszínház do leta 1982, nato pa je bil do 1. decembra 2001 komorno gledališče Narodnega gledališča. Od leta 2001 do 2019 je bil dom Nacionalnega plesnega teatra (torej gledališče samo po imenu). Od leta 2019 je stavba sedež urada predsednika madžarske vlade.